# Государственная регистрация юридических лиц и индивидуальных предпринимателей
Государстве́нная регистра́ция юриди́ческих лиц и индивидуа́льных предпринима́телей — акты уполномоченного федерального органа исполнительной власти, осуществляемые посредством внесения в государственные реестры сведений о создании, реорганизации и ликвидации юридических лиц, приобретении физическими лицами статуса индивидуального предпринимателя, прекращении физическими лицами деятельности в качестве индивидуальных предпринимателей, иных сведений об юридических лицах и об индивидуальных предпринимателях. В настоящей статье описываются правила, действующие в России.

## Государственная пошлина за государственную регистрацию
За государственную регистрацию уплачивается государственная пошлина (с 30 января 2010 года):
- за государственную регистрацию юридического лица — 4000 рублей;
- за государственную регистрацию физического лица в качестве индивидуального предпринимателя — 800 рублей.

С 1 января 2019 года в случае представления в регистрирующий орган документов, необходимых для государственной регистрации, в форме электронного документа государственную пошлину можно не платить.

## Государственные реестры
После государственной регистрации все данные вносятся в:
- Единый государственный реестр юридических лиц;
- Единый государственный реестр индивидуальных предпринимателей.

## Порядок государственной регистрации
Государственная регистрация осуществляется в срок не более 5 рабочих дней со дня представления документов в регистрирующий орган. Государственная регистрация юридического лица осуществляется по месту нахождения указанного учредителями в заявлении о государственной регистрации постоянно действующего исполнительного органа. Государственная регистрация индивидуального предпринимателя осуществляется по месту его жительства.
С 9 января 2013 года заработал интернет-сервис «Подача заявки на государственную регистрацию в качестве индивидуального предпринимателя». Этот ресурс позволяет направить заявку на госрегистрацию и зарегистрироваться в качестве индивидуального предпринимателя. Электронная цифровая подпись (ЭЦП) при этом не нужна. Посетить инспекцию лично потребуется только для того, чтобы забрать свидетельство о регистрации.

## Документы для регистрации юридического лица
- подписанное заявителем и заверенное нотариально заявление о государственной регистрации форме Р11001 , заполненную в соответствии с требованиями утвержденными приказом ФНС от 25 января 2012 г. N ММВ-7-6/25@]., если оно предоставляется не лично, а если предоставляется лично заявителем в налоговый орган, нотариальное заверение не требуется;
- решение о создании юридического лица в виде протокола или решения единственного учредителя;
- учредительные документы юридического лица — Устав ( 2 экземпляра);
- документ об уплате государственной пошлины (4000 рублей);
- Письмо от собственника помещения о намерении заключить договор аренды в случае регистрации ООО в качестве юридического лица.

## Документы для регистрации индивидуального предпринимателя
- заявление о государственной регистрации по форме № Р21001[2], заполненную в соответствии с требованиями утвержденными приказом ФНС от 25 января 2012 г. N ММВ-7-6/25@
- копия паспорта физического лица (обычная при представлении лично, нотариально заверенная — при представлении по доверенности или почтой);
- оригинал документа об уплате государственной пошлины (800 рублей);
- свидетельство о постановке на учёт физического лица в налоговом органе (законом не предусмотрено, тем не менее, во многих налоговых органах без него документы не принимают).

При личной подаче с 1 января 2011 года нотариальное заверение заявления не требуется.

## Прекращение регистрации ИП

### Этап 1. Подготовка процедуры ликвидации.
Процедура ликвидации ИП дешевле, проще и быстрее, чем ООО, но при закрытии ИП есть свои особенности.
1. Сначала необходимо сдать всю отчётность и погасить имеющуюся задолженность. Провести сверку с ИФНС, ФСС и ПФР.
Закрыть ИП можно в любое время, но закрытие ИП не избавляет от ответственности по приобретённым обязательствам. То есть закрыть ИП с долгами можно, но после ликвидации ИП они все равно будут за вами числиться и платить по ним придётся. Законодательством РФ предусмотрено, что налоговая задолженность, штрафы, требования кредиторов и другие претензии к предпринимателю, остаются актуальными и после ликвидации ИП. Индивидуальный предприниматель отвечает по своим долгам всем своим имуществом.
2. Уволить и снять с учёта во внебюджетных фондах наёмных работников.

### Этап. 2. Подготовка документов
Подготовка заявления о ликвидации ИП по форме Р26001 (заполняется в соответствии с требованиями утвержденными приказом ФНС от 25 января 2012 г. N ММВ-7-6/25@.) и оплата государственной пошлины. Сумма пошлины за закрытие ИП — 160 рублей.

### Этап. 3. Регистрация решения о ликвидации ИП в налоговом органе.
Подача пакета документов в регистрирующий орган.
По истечении 5 рабочих дней, получаем подтверждение — лист записи ЕГРИП.

## Ликвидация ООО

### Ликвидация ООО. Поэтапный план действий
1. Учредителями (участниками ООО) принимается решение о ликвидации ООО, прекращении полномочий руководителя и назначении ликвидатора. Оформляется Решение единственного учредителя или Протокол общего собрания участников.
2. Составляется и подаётся соответствующее уведомление в ИФНС по форме Р15001 (заполняется в соответствии с требованиями утвержденными приказом ФНС от 25 января 2012 г. N ММВ-7-6/25@.), о начале процедуры закрытия ООО и формировании ликвидационной комиссии.
3. Подаётся объявление в «Вестник государственной регистрации».
4. По истечении 2-х месяцев, после подачи объявления в «Вестник государственной регистрации», составляется, утверждается на общем собрании участников ООО и сдаётся в ИФНС промежуточный ликвидационный баланс. Одновременно подаётся уведомление по форме Р15001, о промежуточном ликвидационном балансе.
5. Предварительно рассчитавшись со всеми кредиторами и распределив оставшееся имущество, составляется, утверждается (на общем собрании участников ООО) и сдаётся в ИФНС окончательный ликвидационный баланс. Одновременно подаётся заявление по форме Р16001, о государственной регистрации ЮЛ в связи с ликвидацией ООО и уплачивается госпошлина в размере 800 руб.
Регистрацию ЮЛ в связи с его ликвидацией проводят в течение 5 рабочих дней, по истечении которых, необходимо получить в ИФНС лист записи о ликвидации ООО и исключении её из ЕГРЮЛ.